# QuickTime Streaming Server
Der QuickTime Streaming Server ist eine von Apple entwickelte Serversoftware, die in Echtzeit MPEG-4-, 3gp- und QuickTime-kompatible Live-Streams über das Internet bereitstellen und streamen kann.
Programme oder Geräte, wie der QuickTime Player, der VLC media player, die PlayStation Portable oder moderne Mobiltelefone, können diese Audio- oder Video-Streams live wiedergegeben.
Während der QuickTime Streaming Server nur für Mac OS X (Server) zur Verfügung steht, veröffentlicht Apple den Source Code kostenlos unter dem Namen Darwin Streaming Server, der identisch mit dem QuickTime Streaming Server ist.
Weitere Unterschiede sind die besseren Administrator- und Medienverwaltungsfunktionen im QuickTime Streaming Server.